# Equipa da Superleague Fórmula do Fussball Club Basel
A Equipa da Superleague Fórmula do FC Basel é uma equipa da Superleague Fórmula que representa o clube suíço do FC Basel naquele campeonato
Na Temporada da Superleague Fórmula de 2008, a equipa terminou em 15º, com o piloto Max Wissel e operado pela GU-Racing International. Em 2009, o clube voltou a participar no campeonato, novamente com Max Wissel ao volante e operado pela GU-Racing International, sendo o 3º. Em 2010, o FC Basel participa uma vez mais no campeonato, com o mesmo piloto e a mesma equipa de automobilismo.
Quanto ao clube de futebol, participa na Swiss Super League, principal campeonato de futebol na Suíça.

## Registo
(Legenda)
| Ano  | Equipa de Automobilismo | Pilotos        | 1   | 2   | 3   | 4   | 5   | 6   | 7   | 8   | 9   | 10  | 11  | 12  | 13  | 14  | 15  | 16  | 17  | 18  | 19  | 20  | 21      | 22      | 23  | 24  | Pontos | Class. |
| ---- | ----------------------- | -------------- | --- | --- | --- | --- | --- | --- | --- | --- | --- | --- | --- | --- | --- | --- | --- | --- | --- | --- | --- | --- | ------- | ------- | --- | --- | ------ | ------ |
| Ano  | Equipa de Automobilismo | Pilotos        | DON | DON | NÜR | NÜR | ZOL | ZOL | EST | EST | VAL | VAL | JER | JER |     |     |     |     |     |     |     |     |         |         |     |     | Pontos | Class. |
| 2008 | GU-Racing International |                |     |     |     |     |     |     |     |     |     |     |     |     |     |     |     |     |     |     |     |     |         |         |     |     |        |        |
| 2008 | GU-Racing International | Max Wissel     | 9   | 7   | 9   | 13  | 4   | 5   | 18  | 14  | 12  | 15  | 11  | 17  | 205 | 15º |     |     |     |     |     |     |         |         |     |     |        |        |
|      |                         |                |     |     |     |     |     |     |     |     |     |     |     |     |     |     |     |     |     |     |     |     |         |         |     |     |        |        |
| Ano  | Equipa de Automobilismo | Pilotos        | MAG | MAG | ZOL | ZOL | DON | DON | EST | EST | MOZ | MOZ | JAR | JAR |     |     |     |     |     |     |     |     |         |         |     |     | Pontos | Class. |
| 2009 | GU-Racing International | Max Wissel     | 10  | 3   | 4   | 8   | 1   | 3   | NC  | 11  | 9   | 14  | 5   | 8   | 308 | 3º  |     |     |     |     |     |     |         |         |     |     |        |        |
|      |                         |                |     |     |     |     |     |     |     |     |     |     |     |     |     |     |     |     |     |     |     |     |         |         |     |     |        |        |
| Ano  | Equipa de Automobilismo | Pilotos        | SIL | SIL | ASS | ASS | MAG | MAG | JAR | JAR | NÜR | NÜR | ZOL | ZOL | BDH | BDH | ADR | ADR | POR | POR | ORD | ORD | CHN TBA | CHN TBA | LOS | LOS | Pontos | Class. |
| 2010 | Atech Grand Prix        | Yelmer Buurman | 5   | 6   | 3   | 13  | 17  | 1   | 4   | 7   | 8   | 5   | 7   | 4   | 6   | 11  | 4   | 7   |     |     |     |     |         |         |     |     | 472    | 4º     |

### Resultados em Super Final
| Ano  | 1     | 2       | 3     | 4      | 5       | 6      | 7      | 8     | 9   | 10  | 11      | 12  |
| 2009 | MAG 5 | ZOL N/A | DON 3 | EST NQ | MOZ N/A | JAR NQ |        |       |     |     |         |     |
| 2010 | SIL 2 | ASS 5   | MAG 3 | JAR 4  | NÜR 4   | ZOL 6  | BDH NQ | ADR 2 | POR | ORD | CHN TBA | LOS |